# El Retén
El Retén – miasto w Kolumbii, w departamencie Magdalena.